# John Stuart (3e comte de Bute)
Pour les articles homonymes, voir John Stuart et Stuart.
John Stuart né à Édimbourg le 25 mai 1713 et mort le 10 mars 1792 à Westminster, est un noble écossais issu de la Maison de Stuart, 3e comte de Bute et homme d'État. Il est ministre d'État et Premier ministre du royaume de Grande-Bretagne de 1762 à 1763.

## Biographie
Il est élu membre du Parlement à 24 ans. Ayant plu au prince et à la princesse de Galles par l'élégance de ses manières, il est placé auprès de leur fils (depuis George III), héritier de la couronne, sur lequel il acquiert le plus grand ascendant. À l'avènement de ce prince (1760), il devient premier ministre et se déclare chef du parti tory. Il se rend odieux par plusieurs mesures impopulaires ; cependant il termine la Guerre de Sept Ans que la Grande-Bretagne faisait depuis plusieurs années à la France, et conclut en 1763 une paix avantageuse pour son pays.
Il lance un périodique Le Briton pour défendre sa politique, et s'attache la collaboration du romancier Tobias Smollett. Cependant dans l'Angleterre du XVIIIe siècle le sentiment de xénophobie s'exerce aussi bien à l'encontre des nations étrangères qu'auprès des peuples des Îles britanniques. L'aversion des Écossais reste puissante. Le pamphlétaire John Wilkes exploite ce filon et publie dans The North Briton , édité en réponse au Briton et dans lequel dans lequel Bute et la princesse douairière de Galles sont ignominieusement calomniés. 
Las des attaques incessantes de l'opposition, il abandonne brusquement les affaires, lorsqu'il est encore au faîte du pouvoir, et se retire dans sa terre de Lutton (Berkshire), où il se consacre à la botanique. Une science qu'il affectionne pour en avoir favorisé l'étude et ses progrès lorsqu'il était premier ministre en Angleterre. Le naturaliste Carl von Linné lui a d'ailleurs dédié le genre "stuartia" de la famille des Tiliacées. Dans sa retraite, il compose pour la reine de Grande-Bretagne des Tables de botanique contenant les familles de plantes de la Grande-Bretagne, ouvrage remarquable par le luxe de l'exécution, et qui n'a été tiré qu'à 12 exemplaires.
Buffon (1707-1788), qui en reçoit un, le dépose à la Bibliothèque du roi. Sa famille tirait son nom de l'île de Bute, dont elle était propriétaire.

## Source
Cet article comprend des extraits du Dictionnaire Bouillet. Il est possible de supprimer cette indication, si le texte reflète le savoir actuel sur ce thème, si les sources sont citées, s'il satisfait aux exigences linguistiques actuelles et s'il ne contient pas de propos qui vont à l'encontre des règles de neutralité de Wikipédia.